# Javier Rodríguez (político argentino)
Javier Leonel "Javo" Rodríguez (Capital Federal; 12 de agosto de 1971), es un economista, político, docente e investigador. Actualmente se desempeña como Ministro de Desarrollo Agrario de la provincia de Buenos Aires, designado en diciembre de 2019 y ratificado en su cargo en diciembre de 2023 por el gobernador Axel Kicillof. Anteriormente fue Secretario de Coordinación Político Institucional y Emergencia Agropecuaria en el Ministerio de Agricultura, Ganadería y Pesca de la Nación (2013-2015).

## Biografía
Javier Rodríguez es hijo de Pedro Alberto Rodríguez y Celina Gorbak. Ellos no tuvieron cargos políticos ni una participación activa o constante en organizaciones políticas o gremiales. Javier Rodríguez es licenciado y Doctor en Economía por la Universidad de Buenos Aires. 
En 2012 fue Director Nacional de Desarrollo Sectorial en el Ministerio de Economía y Finanzas Públicas de la Nación, ese mismo año y hasta 2013 fue Subsecretario de Planificación Económica en el mismo ministerio. Luego de su paso por Economía, fue Secretario de Coordinación Político Institucional y Emergencia Agropecuaria en el Ministerio de Agricultura, Ganadería y Pesca de la Nación hasta 2015. 
Fue, además, creador de la licenciatura en Economía política de la UNLa.  Luego de 4 años sin ejercer ningún cargo público, desde 2019 hasta la actualidad, se desempeña como Ministro de Desarrollo Agrario de la provincia de Buenos Aires.

## Formación
Javier Rodriguez es economista. Tras estudiar tres años de ingeniería industrial (UBA), migró a la facultad de Ciencias Económicas, también de la Universidad de Buenos Aires, donde se recibió en 1998 como Licenciado en economía con orientación en análisis económico.  
En 2018 obtuvo su título de doctorado en economía con su tesis: “La renta agraria y su incidencia en el desempeño económico: una discusión teórica con especial referencia a los debates en Argentina”.
Además, es profesor nacional de matemática, título que recibió en 1994 por el Instituto Nacional Superior del Profesorado Joaquín V. González.

## Participación en organizaciones políticas
Estudió en el Colegio Nacional Buenos Aires (dependiente de la UBA). En 1989 fue electo consejero estudiantil, liderando la lista de la CEPaC (Corriente Estudiantil para el Cambio). Ejerció las funciones durante su último año de cursada en 6° año, en 1990.
Durante su paso por ingeniería industrial, creó junto a otros estudiantes la agrupación AEI (Agrupación de Estudiantes Independientes). Ya en la Facultad de Ciencias Económicas comenzó su militancia en la organización TNT donde comenzó a coordinar con otras agrupaciones similares de la UBA. En 1996 fue candidato a presidente del Centro de Estudiantes, por TNT. 
En 1997 fue la primera vez que TNT consiguió un consejero estudiantil. Allí fue electo Consejero Estudiantil titular por la minoría, ya que la mayoría estudiantil la tenía Franja Morada. 
En 2004 fue uno de los fundadores del Centro de Estudios Para el Desarrollo Argentino (CENDA), junto a Axel Kicillof, Augusto Costa, Carlos Bianco, Cecilia Nahón, Mariana Gonzalez y Nicolás Arceo, entre otros. Desde esa organización plantearon debates macroeconómicos y sectoriales en cuanto a las políticas económicas a implementar durante la presidencia de Nestor Kirchner, periodo en el que Roberto Lavagna ocupó el cargo de ministro de Economía.